# Xã Black Hawk, Quận Jefferson, Iowa
Xã Black Hawk (tiếng Anh: Black Hawk Township) là một xã thuộc quận Jefferson, tiểu bang Iowa, Hoa Kỳ. Năm 2010, dân số của xã này là 277 người.